# Ninove
Ninove is een stad gelegen in het zuidoosten van de provincie Oost-Vlaanderen in België. De stad is gelegen aan de rivier de Dender en behoort toe tot de Denderstreek. Op 1 januari 2025 telde de stad een totale bevolking van 40.580 inwoners die Ninovieters worden genoemd. De plaatselijke benaming van Ninove klinkt als Nienof. De wekelijkse markt gaat door op dinsdag.
De gemeente Ninove bestaat uit de stad en (sinds de fusie van 1977) de deelgemeenten Appelterre-Eichem, Aspelare, Denderwindeke, Lieferinge, Meerbeke, Nederhasselt, Neigem, Okegem, Outer, Pollare en Voorde. De totale oppervlakte bedraagt 72,57 km², met een bevolkingsdichtheid van 556 inwoners per km².

## Geschiedenis

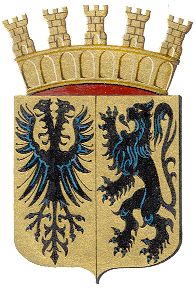
Wapenschild van Ninove met muurkroon.

De oudste versie van de naam "Ninove", Neonifus, dateert uit de 9e eeuw. Latere versies van de stadsnaam waren Ninive en Nineve. De huidige versie van de stadsnaam stamt uit de 14e eeuw. De oorsprong van de stadsnaam is niet duidelijk. Er zijn twee theorieën over de herkomst: de een stelt dat de naam van Romeinse oorsprong is, de andere dat het Frankische oorsprong heeft. De betekenis van de naam is echter bekend: Ninove betekent "nieuw weiland".
Tijdens de Romeinse overheersing was Ninove een kleine nederzetting gelegen in het huidige "Nederwijk". Met de komst van de Franken in de 4e eeuw na Christus groeide de nederzetting uit tot een klein landbouwdorp. Het gebied waarop Ninove is gelegen, maakte vanaf 843 deel uit van het Heilige Roomse Rijk. In de 11e eeuw werd dit gebied veroverd door de graaf van Vlaanderen, Boudewijn V, en het hele gebied tussen de rivieren Schelde en Dender werd onderdeel van Vlaanderen.
Vanaf de 11e eeuw werd het middeleeuwse castrum versterkt tot een kasteelburcht. Omdat het op een handelsroute tussen Boulogne-sur-mer en Keulen lag, de heirbaan Boulogne-Kassel-Keulen, bloeide het dorp op en groeide uit tot een stad. In 1137 stichtten Norbertijner monniken uit de Parkabdij de Sint-Corneliusabdij (Abdij van Onze-Lieve-Vrouw en SS. Cornelius en Cyprianus), grenzend aan de stad. In 1295 kocht de graaf van Vlaanderen, Gwijde van Dampierre, de stad en de omliggende landen. Zijn kleinzoon Hendrik verleende de stad in 1339 stadsrechten.
De 15e tot 17e eeuw waren moeilijke tijden voor de stad, omdat de regio werd geteisterd door oorlog en religieuze en politieke twisten. De abdij werd geplunderd door de Fransen in 1578 tijdens de reformatie. In 1658 werd Ninove bezet door het Franse leger. Na het Verdrag van de Pyreneeën gaven de Fransen het gebied terug aan Spanje, maar het gebied zou nog vele malen van hand wisselen tijdens de oorlogen van Lodewijk XIV en Lodewijk XV van Frankrijk.
In de 17e eeuw werd Ninove zwaar getroffen door de schadeloosstellingen die door de strijdende partijen werden opgelegd en de stad kreeg te maken met een grote economische crisis toen de lakenindustrie in verval raakte. De grote abdij werd in 1796 door de Fransen gesloten, nadat Vlaanderen bij Frankrijk werd ingelijfd. De stad diende als hoofdkwartier voor de cavalerie tijdens de Waterloo-campagne van 1815.
In de 19e eeuw werd Ninove getransformeerd door de opkomst van de industriële revolutie. De textielindustrie bloeide op en er ontstonden tal van fabrieken in de stad, waardoor de economie en de werkgelegenheid sterk verbeterden. De spoorlijn tussen Aalst en Geraardsbergen, die in 1868 werd geopend, speelde een belangrijke rol in de economische groei van de stad.
Van groot belang voor Ninove was de luciferindustrie. De eerste luciferfabriek werd in 1860 opgericht. Uiteindelijk werkten zo'n 1600 mensen in deze industrietak die onder meer het bekende merk Three Torches produceerde. In de omgeving verschenen veel populierenplantages. In 1979 kwam aan de Ninoofse luciferindustrie een einde.
In de 20e eeuw veranderde Ninove verder door de komst van moderne technologieën en infrastructuur. De stad werd een belangrijk regionaal centrum en bleef groeien in bevolking en economie. Tijdens de Eerste en Tweede Wereldoorlog werd Ninove, net als veel andere Belgische steden, getroffen door de oorlogshandelingen en de bezetting door vreemde troepen. Na de Tweede Wereldoorlog kende de stad echter een periode van wederopbouw en groei.
In de afgelopen decennia heeft Ninove een transformatie ondergaan van een industriële stad naar een stad die zich meer richt op dienstverlening en toerisme. De oude fabrieken zijn in veel gevallen omgebouwd tot moderne kantoor- en woonruimtes, en de stad heeft geïnvesteerd in het verbeteren van haar infrastructuur en voorzieningen.
Tegenwoordig is Ninove een levendige stad met een rijke geschiedenis en een mooie mix van historische en moderne architectuur. Het heeft een scala aan winkels, restaurants en culturele bezienswaardigheden, waaronder de prachtige Onze-Lieve-Vrouwkerk, het stadhuis en de overblijfselen van de Sint-Corneliusabdij. Bovendien is Ninove door zijn ligging aan de Dender en in de nabijheid van het Pajottenland een ideaal vertrekpunt voor fiets- en wandeltochten in de prachtige natuurlijke omgeving.
In de loop der jaren heeft Ninove zich ontwikkeld van een kleine Romeinse nederzetting tot een bruisende stad in Vlaanderen. De geschiedenis van Ninove is er een van groei, verval en wederopbouw.

### De Oudste, de Stoutste en de Wijste der Steden

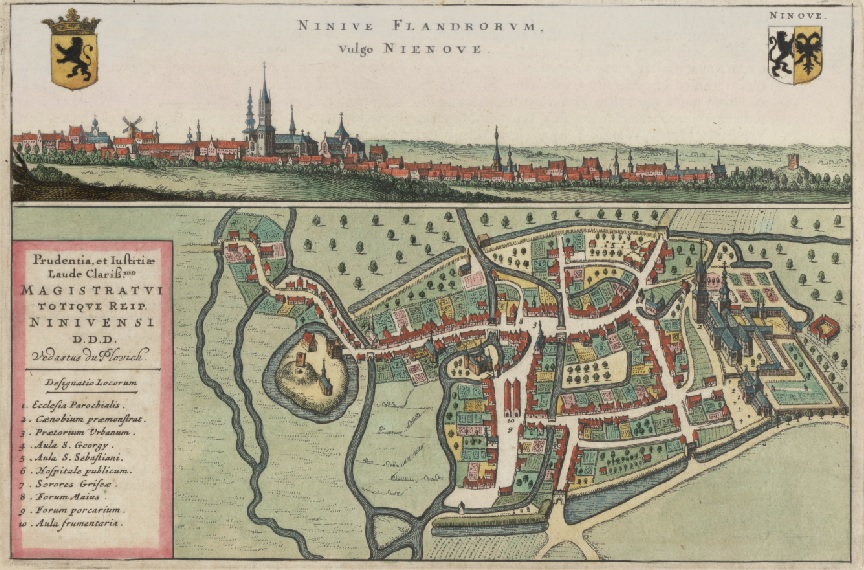
Ninove in de eerste helft van de 17e eeuw (afbeelding uit Flandria Illustrata - 1641)

Ninove wordt door geschiedschrijver Antonius Sanderus in zijn werk "Flandria Illustrata" uit 1644 treffend beschreven als "de Oudste, de Stoutste en de Wijste der Steden". Sanderus baseert deze benamingen op enkele unieke kenmerken van de stad.
Ten eerste wordt Ninove de "oudste" stad genoemd omdat haar naam sterk lijkt op die van de Assyrische en Bijbelse stad Ninive. Deze gelijkenis benadrukt de historische betekenis van de stad. Ten tweede krijgt Ninove de titel "stoutste" stad vanwege de moed die haar inwoners toonden toen ze de aanvallende Aalstenaars met open poorten tegemoet gingen. Dit toont aan dat de Ninovieters niet bang waren om de confrontatie aan te gaan. Tot slot wordt Ninove de "wijste" stad genoemd, omdat het een van de weinige steden was die geen stadsnar in dienst had of betaalde. Dit illustreert de focus van de stad op wijsheid en verstand boven louter amusement.
Deze bijnamen zijn zo kenmerkend voor Ninove dat ze zelfs op borden bij de ingangen van de stad te vinden zijn. Sanderus' beschrijving van Ninove als "de Oudste, de Stoutste en de Wijste der Steden" benadrukt de unieke en trotse geschiedenis van deze stad, die tot op de dag van vandaag voortleeft.

### Abdij van Sint-Cornelius en Sint-Cyprianus

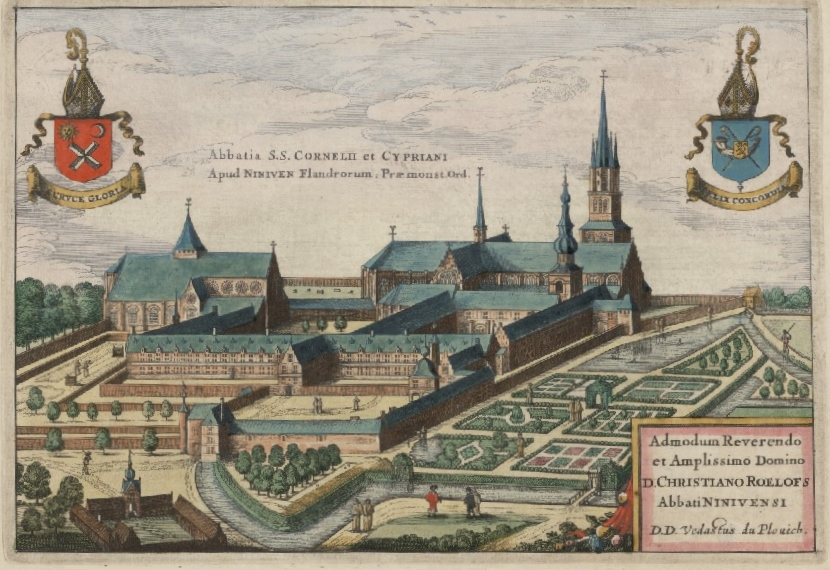
Abdij van Sint-Cornelius en Sint-Cyprianus (afbeelding uit Flandria Illustrata - 1641)

De abdij van Sint-Cornelius en Sint-Cyprianus was een klooster van de Premonstratenzer Orde in het centrum van Ninove, in de provincie Oost-Vlaanderen, België. Alleen de abdijkerk is nu nog over.
De parochiekerk van Ninove werd in 1137 omgevormd tot een Premonstratenzer Abdij door Gerard I, heer van Ninove, ter nagedachtenis aan zijn vrouw Gisela en zichzelf. De abdij was een dochterstichting van de Parkabdij buiten Leuven.
In de 16e en 17e eeuw waren het moeilijke tijden door politieke onrust en de gevolgen van de Tachtigjarige Oorlog. De 18e eeuw bracht een periode van rust en voorspoed. Alle abdijgebouwen werden herbouwd naar de plannen van Gentse architecten Jan Baptist Simoens en Frans Drieghe, onder advies van Laurent-Benoît Dewez.
De abdij werd opgeheven op 1 februari 1796 tijdens de Franse periode. Op verzoek van de lokale bevolking werd de abdijkerk in 1813 omgebouwd tot parochiekerk, gewijd aan de Tenhemelopneming van Maria. De meeste abdijgebouwen werden gesloopt in de jaren 1820, met als voornaamste overblijfsel een monumentale poort.
De huidige barokke kerk werd gebouwd vanaf 1640, maar door financieringsproblemen duurde het tot 1716 voordat de bouw hervat werd. De kerk werd ingewijd op 27 april 1727. Het orgel werd in 1728 vervaardigd door de beroemde orgelbouwer Jean-Baptiste Forceville.
De abdij van Sint-Cornelius en Sint-Cyprianus speelde een belangrijke rol in de lokale gemeenschap en de geschiedenis van Ninove. Hoewel de meeste abdijgebouwen zijn verdwenen, blijft de abdijkerk een belangrijk monument en getuige van het rijke verleden van de stad.

### Bijnamen van Ninovieters
De stad Ninove kent een rijke geschiedenis en cultuur, met verschillende bijnamen voor haar inwoners, zoals Wortelkrabbers, Kaffeegieters, Stekskesmannen en Voddenmarchands. De stad werd ook wel "De Oudste, de Stoutste en de Wijste der Steden" genoemd vanwege haar geschiedenis en unieke kenmerken. De Abdij van Sint-Cornelius en Sint-Cyprianus is een belangrijk historisch monument in Ninove, waarvan nu alleen de abdijkerk nog over is.
- Wortelkrabbers, Wortels: Ninovieters kregen de bijnaam wortelkrabbers toen ze een wortel gebruikten om de stadspoort af te sluiten tijdens een aanval van Aalst. Een ontsnapte ezel trok de wortel uit het slot en at het op, waardoor de stad toegankelijk werd voor de Aalstenaars. Sindsdien is de wortel het symbool van de stad.
- Kaffeegieters: Deze bijnaam komt van de gewoonte van Ninovieters om tijdens de pinksterdagen koffie aan te bieden aan bedevaarders op weg naar Halle.
- Stekskesmannen: Deze bijnaam verwijst naar de luciferindustrie die lange tijd veel werkgelegenheid bood in Ninove. In 1974 sloot het laatste lucifersbedrijf, Ninove Match, zijn deuren.
- Voddenmarchands, Voddenmannen: In de eerste helft van de 20e eeuw waren er veel opkopers van vodden en oud ijzer in Ninove en omgeving. Kinderen werden soms bang gemaakt met de uitspraak: "Ik zal u verkopen aan de voddenmarchand van Nienof!"

## Kernen
Ninove bestaat naast het stadscentrum nog uit de deelgemeenten Appelterre-Eichem, Aspelare, Denderwindeke, Lieferinge, Meerbeke, Nederhasselt, Neigem, Okegem, Outer, Pollare en Voorde. De wijk Lebeke heeft een eigen kerk op de grens van Outer en Denderhoutem. Herlinkhove is een verdwenen gemeente tussen Ninove en Outer.
| #      | Naam              | Oppervlakte (km²) | Inwoners 31/12/2020 | Bevolkingsdichtheid (inw./km²) |
| ------ | ----------------- | ----------------- | ------------------- | ------------------------------ |
| I      | Appelterre-Eichem | 5,67              | 2.984               | 526                            |
| II     | Aspelare          | 5,03              | 1.657               | 329                            |
| III    | Denderwindeke     | 15,23             | 3.920               | 257                            |
| IV     | Lieferinge        | 1,24              | 297                 | 240                            |
| V      | Meerbeke          | 10,47             | 5.990               | 572                            |
| VI     | Nederhasselt      | 4,02              | 1.303               | 324                            |
| VII    | Neigem            | 1,06              | 586                 | 553                            |
| VIII   | Ninove            | 10,93             | 14.718              | 1.347                          |
| IX     | Okegem            | 2,77              | 2.018               | 729                            |
| X      | Outer             | 8,13              | 3.192               | 393                            |
| XI     | Pollare           | 3,55              | 1.346               | 379                            |
| XII    | Voorde            | 5,03              | 1.333               | 265                            |
| Totaal | Groot-Ninove      | 73,14             | 39.344              | 538                            |

Bron: ninove.be

## Bezienswaardigheden

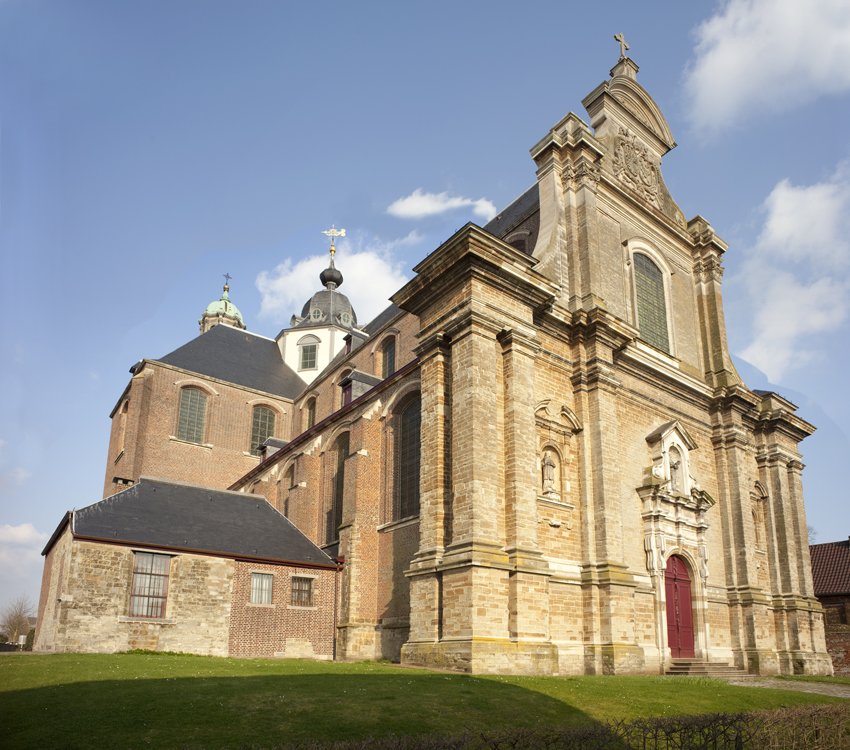
Onze-Lieve-Vrouw Hemelvaartkerk

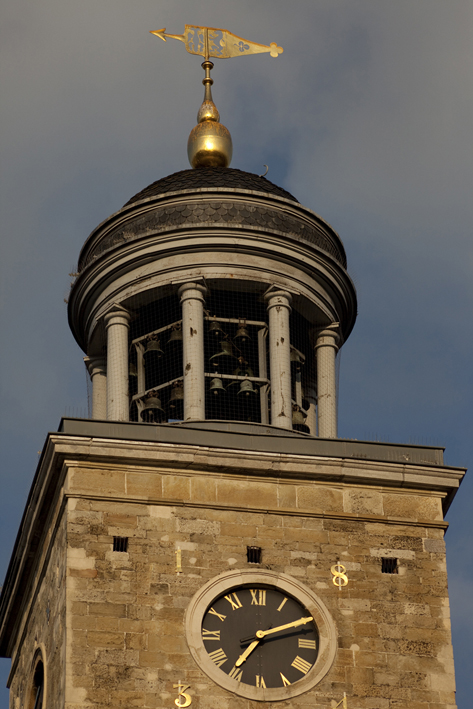
Torentje oud stadhuis

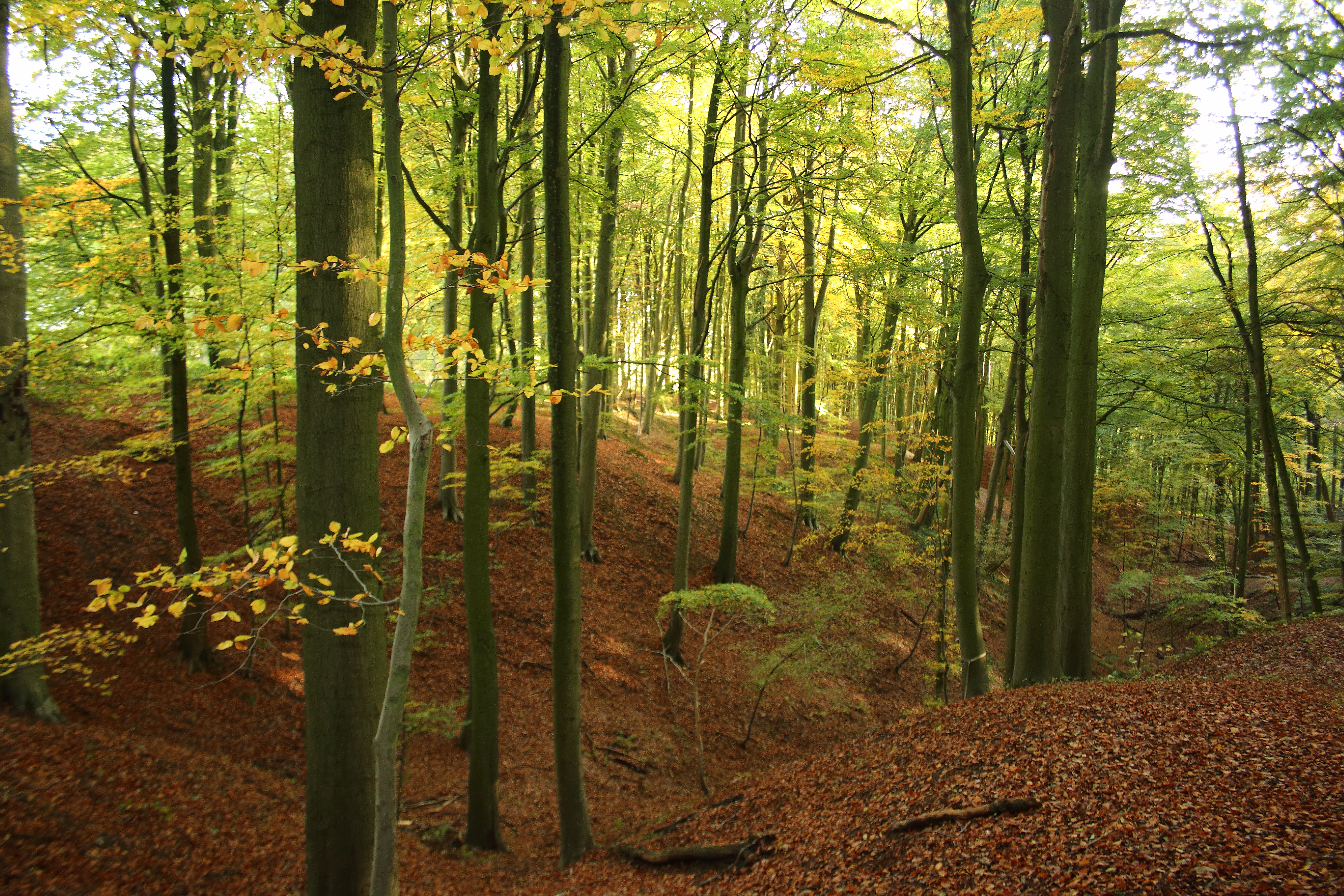
Neigembos

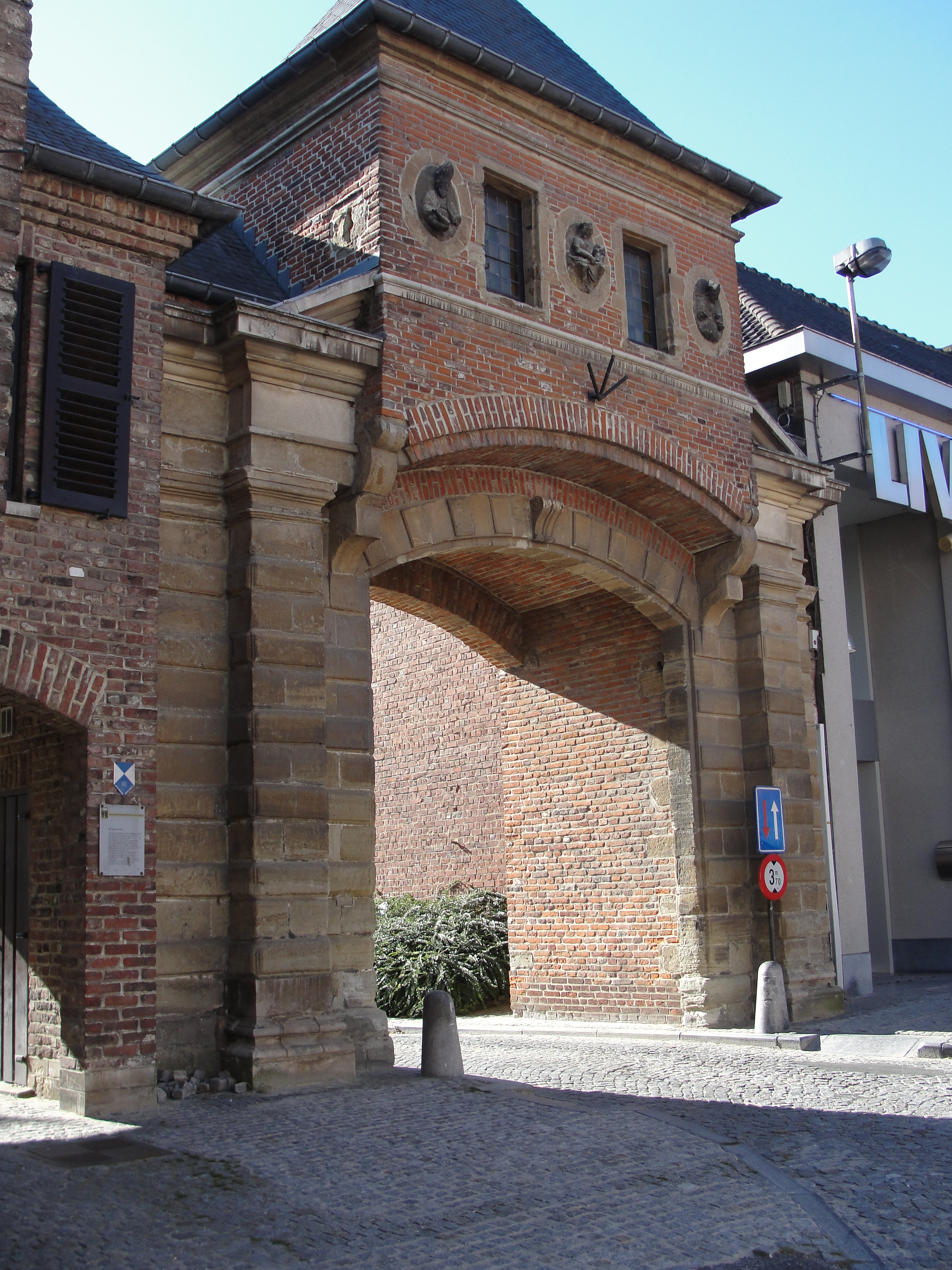
Abdijpoort

- De decanale barokke Onze-Lieve-Vrouw Hemelvaartkerk is een beschermd monument
- De archeologische site achter de Onze-Lieve-Vrouwekerk (de grondvesten van de Premonstratenzer- of Norbertijnenabdij van Sint-Cyprianus en Sint-Cornelius die hier stond van 1137 tot 1823-1825)
- De Sint-Corneliuspoort of Abdijpoort (beschermd monument)[2]
- De dekenij (beschermd monument)
- De gotische Koepoort (beschermd monument) is een restant van de middeleeuwse stadswallen en dateert uit de 14e eeuw
- De abdijpoort maakte eveneens deel uit van de stadswallen
- Het neoclassicistische oud stadhuis (beschermd monument)
- Het Stadsmuseum
- Heemkundig Museum Pollare
- Het beeld 'de lange weg' voor het oud stadhuis
- De kapel van het Onze-Lieve-Vrouwehospitaal, de 'hospitaalkerk' (beschermd monument)
- Het Huis Doremont op de Graanmarkt (beschermd monument)
- Het beeld van de Twijnster aan de Graanmarkt
- Het beeld van het 'Wortelmanneken' op de Centrumlaan voor winkelcentrum Ninia naar het ontwerp van Wilfried Willems
- het beeld van de marathonlopers op het plein voor het winkelcentrum Ninia
- Dingsken, een monument voor een overleden carnavalist aan de KoepoortStandbeeld 'De Lange Weg'[3]Standbeeld Dingsken
- De Abdijmolen

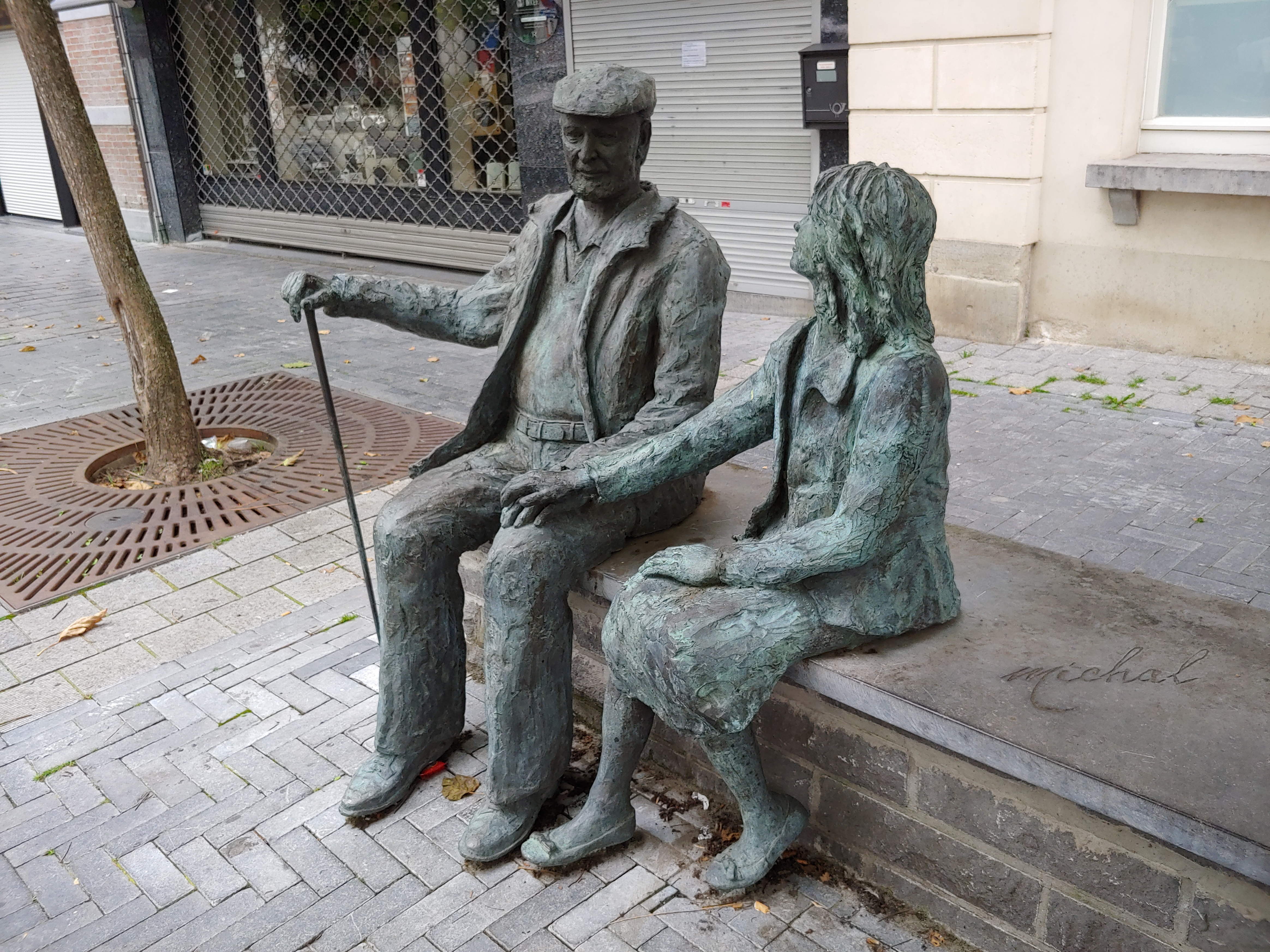
Standbeeld 'De Lange Weg'

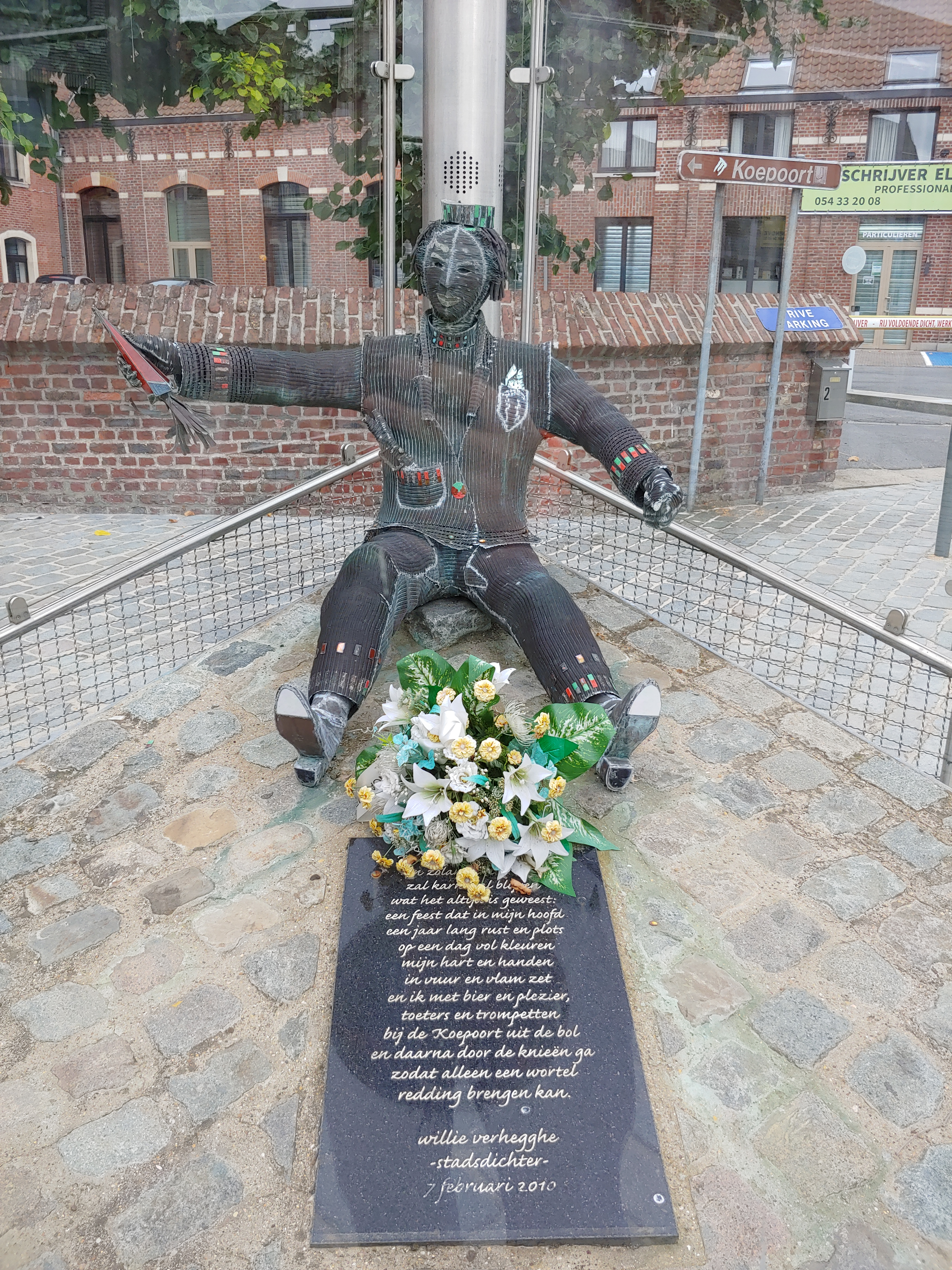
Standbeeld Dingsken

- De voormalige Sint-Theresiakerk, ook bekend als de nieuwe kerk,  werd gebouwd in 1926 maar werd eigenlijk nooit helemaal voltooid. In 1995 werd gekozen voor sloop en nieuwbouw. De nieuwe kerk kwam gereed in 2000 en de oude kerk werd gesloopt in 2002.[4] De nieuwe kerk werd in 2017 al weer onttrokken aan de eredienst en in 2018 heropend als Buurthuis Berdam. Het is een halfrond gebouw met een centraal torentje.

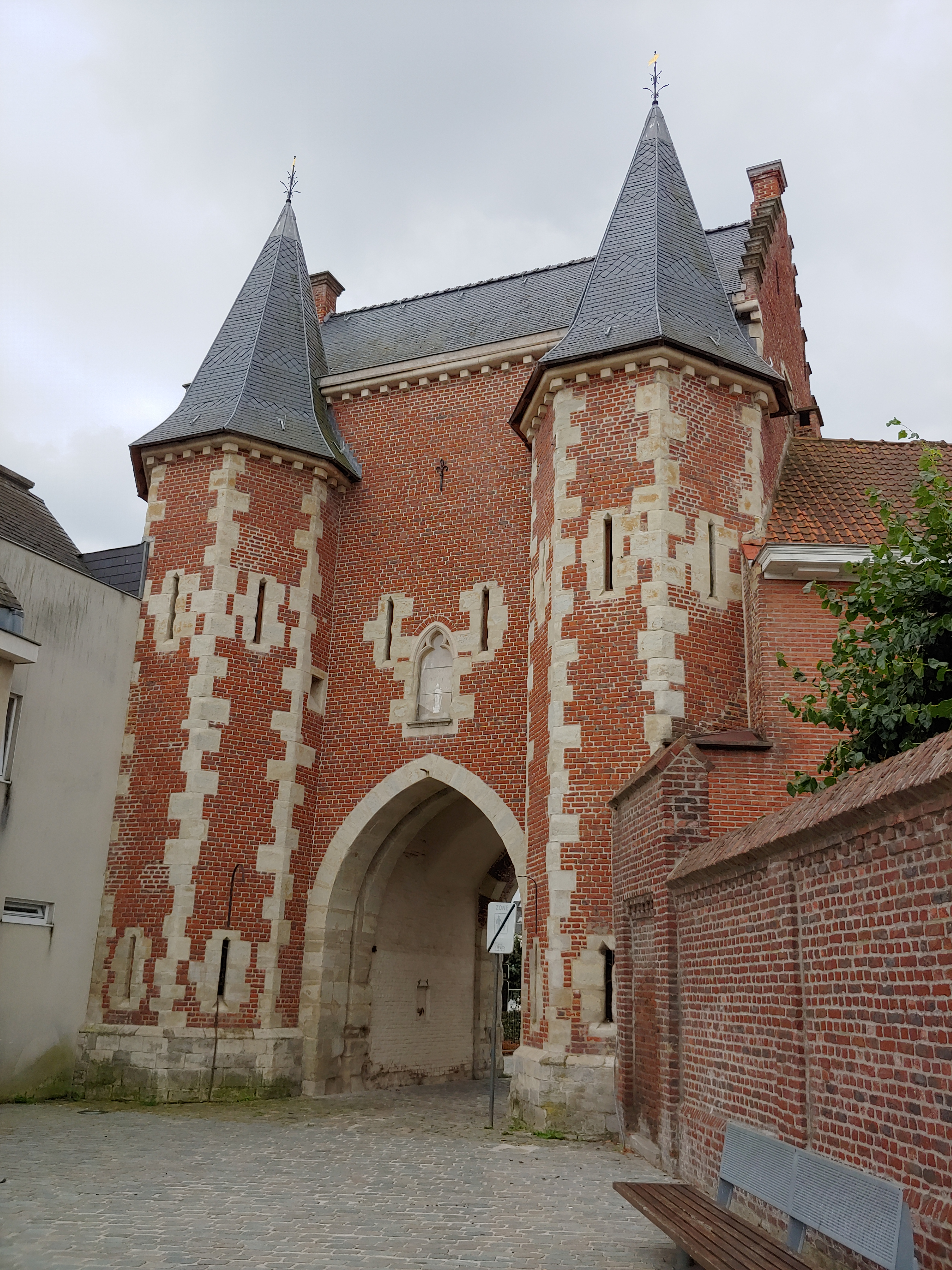
De koepoort van Ninove

- 'Diepe Straten': een geheel van holle wegen met waardevolle vegetatie.
- Een kleine Onze-Lieve-Vrouw kapel geflankeerd door twee lindebomen.
- Een imposante moerascipres in een stadstuin met een omtrek van ca. 4 meter.[5]

## Natuur en landschap
Ninove ligt aan de Dender op een hoogte van 5-12 meter. Langs de Dender ligt in het zuidwesten het natuurgebied Dendervallei Ninove.
Ten noordwesten van het stadscentrum bevindt zich een landelijk gebied met de Diepe Straten, een aantal holle wegen. Deze werden beschermd als landschap.
Ten noorden Neigem, in deelgemeente Meerbeke, bevindt zich het beschermde Neigembos.

## Demografie

### Demografische evolutie voor de fusie
- Bron:NIS - Opm:1831 t/m 1970=volkstellingen op 31 december; 1976 = inwonertal per 31 december

### Demografische ontwikkeling van de fusiegemeente
Alle historische gegevens hebben betrekking op de huidige gemeente, inclusief deelgemeenten, zoals ontstaan na de fusie van 1 januari 1977.
- Bronnen: NIS, opm: 1831 tot en met 1981 = volkstellingen; 1990 en later = inwonertal op 1 januari

| Inwoners van jaar tot jaar op 1 januari 1992 tot heden | Inwoners van jaar tot jaar op 1 januari 1992 tot heden | Inwoners van jaar tot jaar op 1 januari 1992 tot heden |
| jaar                                                   | Aantal                                                 | Evolutie: 1992=index 100                               |
| ------------------------------------------------------ | ------------------------------------------------------ | ------------------------------------------------------ |
| 1992                                                   | 33.667                                                 | 100,0                                                  |
| 1993                                                   | 33.835                                                 | 100,5                                                  |
| 1994                                                   | 34.071                                                 | 101,2                                                  |
| 1995                                                   | 34.169                                                 | 101,5                                                  |
| 1996                                                   | 34.189                                                 | 101,6                                                  |
| 1997                                                   | 34.299                                                 | 101,9                                                  |
| 1998                                                   | 34.391                                                 | 102,2                                                  |
| 1999                                                   | 34.614                                                 | 102,8                                                  |
| 2000                                                   | 34.559                                                 | 102,6                                                  |
| 2001                                                   | 34.656                                                 | 102,9                                                  |
| 2002                                                   | 34.744                                                 | 103,2                                                  |
| 2003                                                   | 34.766                                                 | 103,3                                                  |
| 2004                                                   | 35.039                                                 | 104,1                                                  |
| 2005                                                   | 35.373                                                 | 105,1                                                  |
| 2006                                                   | 35.651                                                 | 105,9                                                  |
| 2007                                                   | 35.874                                                 | 106,6                                                  |
| 2008                                                   | 36.229                                                 | 107,6                                                  |
| 2009                                                   | 36.490                                                 | 108,4                                                  |
| 2010                                                   | 36.675                                                 | 108,9                                                  |
| 2011                                                   | 37.101                                                 | 110,2                                                  |
| 2012                                                   | 37.295                                                 | 110,8                                                  |
| 2013                                                   | 37.446                                                 | 111,2                                                  |
| 2014                                                   | 37.658                                                 | 111,9                                                  |
| 2015                                                   | 37.965                                                 | 112,8                                                  |
| 2016                                                   | 38.051                                                 | 113,0                                                  |
| 2017                                                   | 38.446                                                 | 114,2                                                  |
| 2018                                                   | 38.692                                                 | 114,9                                                  |
| 2019                                                   | 38.911                                                 | 115,6                                                  |
| 2020                                                   | 39.251                                                 | 116,6                                                  |
| 2021                                                   | 39.369                                                 | 116,9                                                  |
| 2022                                                   | 39.626                                                 | 117,7                                                  |
| 2023                                                   | 40.093                                                 | 119,1                                                  |
| 2024                                                   | 40.363                                                 | 119,9                                                  |
| 2025                                                   | 40.580                                                 | 120,5                                                  |

## Vervoer
Op 1 december 1855 werd de spoorlijn Denderleeuw - Aat geopend met een station in Ninove. Hiermee was echter de hoofdstad Brussel vanuit Ninove alleen via een omweg en met overstap te bereiken. De buurtspoorwegen legden een rechtstreekse tramlijn van Brussel naar Ninove langs de huidige N8, vanaf 3 november 1898 tot de Burchtdam en vanaf 19 februari 1913 uitgebreid tot de Denderkaai. De tramlijn werd geëlektrificeerd tot aan de Burchtdam op 16 april 1927 en tot de Denderkaai op 31 december 1933. Vanaf 22 mei 1907 was er een tramlijn naar Leerbeek. Op 28 juni 1968 reed de elektrische tram voor het laatst naar Ninove en werd deze vervangen door een busdienst. De dieseltram naar Leerbeek reed op het laatst op 28 maart 1959. De plannen om een nieuwe tramlijn aan te leggen tussen Brussel en Ninove, langs de N8, zijn opgeborgen.
Ninove ligt ook aan de volgende gewestwegen
- N28 Ninove-Halle-Nijvel
- N8 Koksijde-Oudenaarde-Ninove-Brussel
- N405 Ninove-Denderleeuw-Aalst
- N45 Aalst-Ninove-Geraardsbergen (Idegem)
- N460 Aalst-Aspelare-Schendelbeke
- N255 Ninove-Herne-Edingen
- N207 Ninove-Roosdaal-Liedekerke

In Ninove stoppen verschillende buslijnen naar omliggende gemeenten en naar Brussel. Hieronder de buslijnen in Oost-Vlaanderen. Alle buslijnen passeren de halte Ninove-Centrum (nabij het Ninia Shopping Centrum). De meeste hebben hier hun eindhalte. Enkele lijnen eindigen aan het station.
| (Bel)Buslijn | Traject                                                |
| ------------ | ------------------------------------------------------ |
| 31           | Aalst - Denderleeuw - Ninove                           |
| 32           | Aalst - Denderleeuw - Aspelare - Ninove                |
| 33           | Aalst - Denderleeuw hemelrijk - Ninove                 |
| 34           | Aalst -Denderhoutem - Ninove                           |
| 36           | (Zottegem -) Herzele - Ninove                          |
| 39           | Brakel - Lierde - Ninove                               |
| 76           | Overboelare - Geraardsbergen - Zandbergen - Appelterre |
| 77           | Denderwindeke - Waarbeke - Geraardsbergen              |
| 87           | Aalst - Aspelare - (Sint-Antelinks -) Geraardsbergen   |
| 330          | Belbus Haaltert - Ninove                               |
| 370          | Belbus Geraardsbergen                                  |

Hieronder de buslijnen naar Vlaams-Brabant en Brussels Hoofdstedelijk Gewest.
| Buslijn | Traject                       | Opmerking |
| ------- | ----------------------------- | --------- |
| 102     | Leerbeek - Ninove             |           |
| 728     | Brussel - Ninove (snel)       |           |
| R24     | Brussel - Liedekerke - Ninove |           |
| R28     | Brussel - Dilbeek - Ninove    |           |
| R53     | Anderlecht - Halle - Ninove   |           |
| 162     | Leerbeek - Ninove             |           |

## Gezondheidszorg

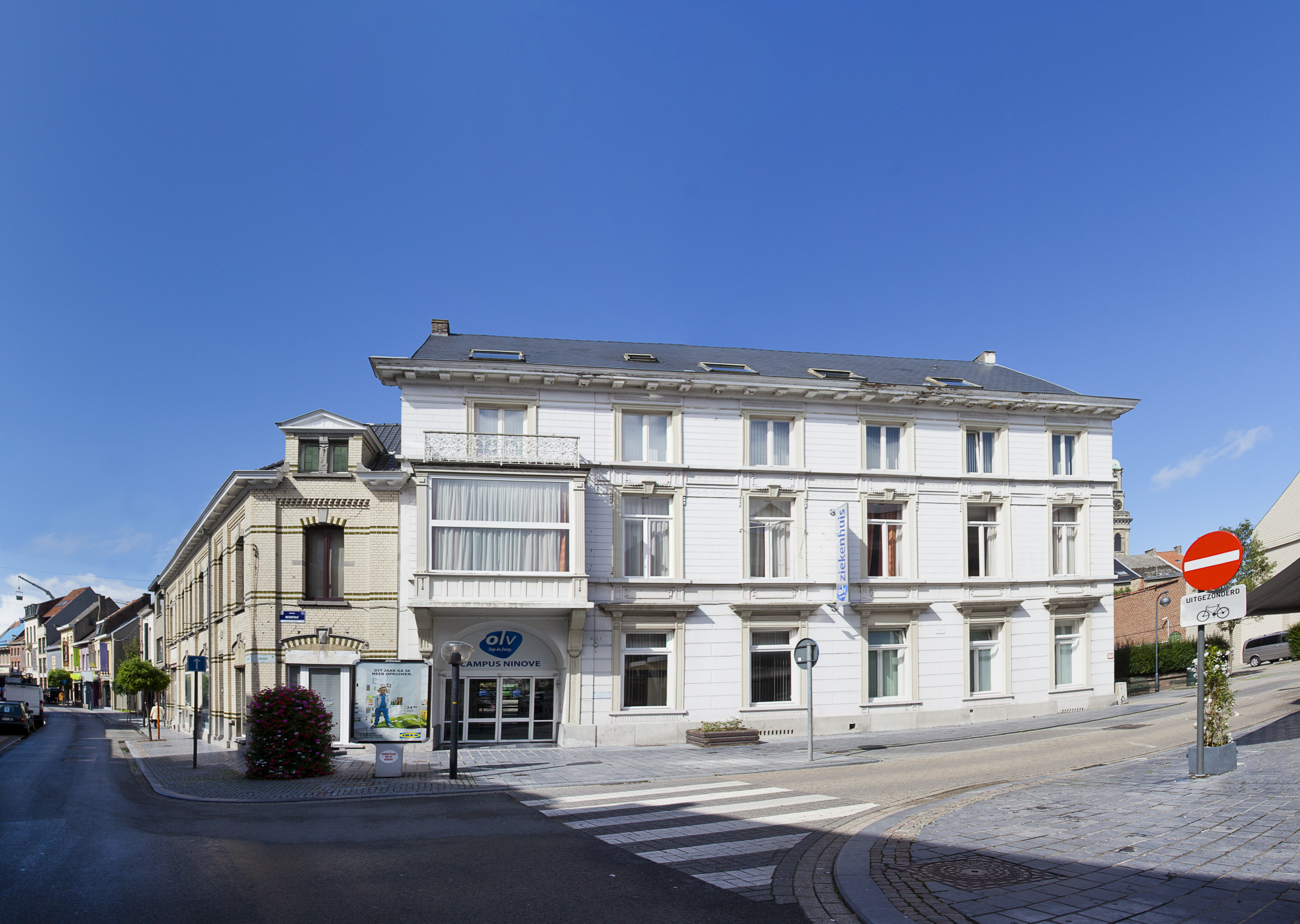
Onze-Lieve-Vrouwziekenhuis campus Ninove

In Ninove ligt een van de drie campussen van het Onze-Lieve-Vrouwziekenhuis: het Medisch Centrum Onze-Lieve-Vrouw Ninove. Voor de fusie op 31 december 2001 was het al, samen met de campus Asse, het Fusieziekenhuis Heilig Hart Asse/Ninove. Daarvoor was dit het aparte Nieuw Ziekenhuis Ninove. Sinds de fusie in 2001 is de campus Ninove geen algemeen ziekenhuis meer. In het Medisch Centrum Ninove zijn er wel nog steeds raadplegingen, een dagziekenhuis, een operatiekwartier, een dialysecentrum en een dienst voor medische beeldvorming.

## Toerisme
Door de stad loopt onder meer de Denderroute zuid en Denderende steden.

## Media
- Het regionale radiostation Radio Ninove zendt sinds 2021 uit in Ninove via 95FM, in heel de provincie Oost-Vlaanderen via DAB+ en online via de website en app. De uitzendingen van Radio Ninove komen op zaterdag en zondagvoormiddag uit het Ninia Shopping Center, in het centrum van de stad. Naast muziek kan je op Radio Ninove op het half uur luisteren naar het regionale nieuws uit groot-Ninove. Op de website van de zender staat een overzicht van alle activiteiten die in groot-Ninove georganiseerd worden. Deze activiteiten worden ook op radio aangekondigd.
- Ninofmedia is een digitale krant waar regionaal nieuws wordt geplaatst.

## Evenementen
- De zondag na Aswoensdag: Carnaval
- De maandag na Aswoensdag: Wettelmonjdag
- Eind november: plechtige intrede van Sinterklaas met de stoomboot

### Carnaval
Het carnaval in Ninove werd gesticht in 1960. In Ninove zijn verschillende carnavalsinstanties zoals de Koninklijke Karnavalraad VZW, De Stedelijke Feestcommissie, De Prinsencaemere en de Ridders in de Wortelorde. Al vrij snel daarna – in maart 1962 – werd de vereniging “Ridders in de Wortelorde” opgericht om het prille carnavalsfeest in deze Denderstad verder uit te bouwen. De Ridders in de Wortelorde staan ondertussen in voor de organisatie van het kindercarnaval. Opvallend is ook dat de jongensscouts van Ninove "De Skoeten"  het meeste aantal carnavalsdeelnames heeft (sinds 1963). Deze jeugdbeweging heeft ook een eigen officiële prins VT en start reeds op vrijdag met Carnaval, vandaar de bijnaam "De Vrijdagstarters".
De zondag na Aswoensdag trekt de “Roze Zondagstrein” door de straten. Ook de Ninoofse stadsreuzen tekenen dan present. De dag voordien is er de succesvolle kindercarnavalsstoet en op maandagavond is er de Wortelworp aan het oud-stadhuis.
Carnaval Ninove wordt traditioneel afgesloten op dinsdagnamiddag met de Wortelverbranding aan café Belleman op de Denderkaai.

## Politiek

### Structuur
De gemeente Ninove ligt in het kieskanton Ninove in het provinciedistrict Geraardsbergen, het kiesarrondissement Aalst-Oudenaarde en de kieskring Oost-Vlaanderen.
| Ninove           | Ninove           | Supranationaal         | Nationaal                         | Nationaal                 | Gemeenschap               | Gewest                    | Provincie                 | Arrondissement   | Provinciedistrict | Kanton          | Gemeente        |
| ---------------- | ---------------- | ---------------------- | --------------------------------- | ------------------------- | ------------------------- | ------------------------- | ------------------------- | ---------------- | ----------------- | --------------- | --------------- |
| Administratief   | Niveau           | Europese Unie          | België                            | België                    | Vlaanderen                | Vlaanderen                | Oost-Vlaanderen           | Aalst            | Aalst             | Aalst           | Ninove          |
| Administratief   | Bestuur          | Europese Commissie     | Belgische regering                | Belgische regering        | Vlaamse regering          | Vlaamse regering          | Deputatie                 | Deputatie        | Deputatie         | Deputatie       | Gemeentebestuur |
| Administratief   | Raad             | Europees Parlement     | Kamer van volksvertegenwoordigers | Vlaams Parlement          | Vlaams Parlement          | Vlaams Parlement          | Provincieraad             | Provincieraad    | Provincieraad     | Provincieraad   | Gemeenteraad    |
| Kiesomschrijving | Kiesomschrijving | Nederlands Kiescollege | Kieskring Oost-Vlaanderen         | Kieskring Oost-Vlaanderen | Kieskring Oost-Vlaanderen | Kieskring Oost-Vlaanderen | Kieskring Oost-Vlaanderen | Aalst-Oudenaarde | Geraardsbergen    | Ninove          | Ninove          |
| Verkiezing       | Verkiezing       | Europese               | Federale                          | Federale                  | Vlaamse                   | Vlaamse                   | Provincieraads-           | Provincieraads-  | Provincieraads-   | Provincieraads- | Gemeenteraads-  |

### College van burgemeester en schepenen
| College van burgemeester en schepenen 2024 - ... | College van burgemeester en schepenen 2024 - ... | College van burgemeester en schepenen 2024 - ... | College van burgemeester en schepenen 2024 - ... |
| Functie                                          | Naam                                             | Bevoegdheden |                                                  |
| ------------------------------------------------ | ------------------------------------------------ | --- | ------------------------------------------------ |
| Burgemeester                                     | Guy D'haeseleer (Forza Ninove)                   | integrale veiligheid (brandweer, politie, noodplanning), burgerzaken, dienstverlening, aan- en verkoop van stadseigendommen, personeel, sociale woningen, communicatie en intergemeentelijke samenwerkingsverbanden.                |                                                  |
| Eerste Schepen                                   | Rudy Corijn (Forza Ninove)                       | AGB Ninove, begroting, financiën, overheidsopdrachten, toerisme en relaties met de besturen van erediensten. |                                                  |
| Tweede Schepen                                   | Ilse Malfroot (Forza Ninove)                     | integratie, onderwijs, flankerend en kunstonderwijs, werk, zorg en welzijn (kinderopvang, gelijke kansen, ouderenzorg, vrijwilligersbeleid, armoedebestrijding, kinderwelzijn, wzc Klateringen, serviceflats en ontmoetingscentra). |                                                  |
| Derde Schepen                                    | Werner Somers (Forza Ninove)                     | archief, bibliotheek, cultuur, energie, erfgoed, Europese aangelegenheden, klimaat, landbouw, leefmilieu, ruimtelijke ordening en stadsontwikkeling.                                                                                |                                                  |
| Vierde Schepen                                   | Pascal Schietecat (Forza Ninove)                 | evenementen, openbare werken, patrimonium, technische uitvoering, water en droogte. |                                                  |
| Vijfde Schepen                                   | Evi Bické (Forza Ninove)                         | huisvesting, lokale en sociale economie. |                                                  |
| Zesde Schepen                                    | Malika Sclacmender (Forza Ninove)                | dierwelzijn, jeugd en sport. |                                                  |
| Zevende Schepen                                  | Dany Goessens (Forza Ninove)                     | digitalisering/ICT, GIS, mobiliteit, parkeerbeleid en verkeer. |                                                  |

### Gemeenteraad
In oktober 2024 bestaat het gemeentebestuur van Ninove uit Forza Ninove met 18 zetels van de 35 in totaal.
- De huidige zetelverdeling:
  - Forza Ninove (Vlaams Belang): 18 zetels
  - Positief Ninove (kartel van Open VLD en CD&V): 11 zetels
  - Vooruit-Groen: 5 zetels
  - N-VA: 1 zetel

Ninove was bij de lokale verkiezingen van 2012 een vreemde eend in de bijt, omdat de lijst van Vlaams Belanger Guy D'haeseleer hier de grootste werd. Overal elders in Vlaanderen verloor deze partij sterk.
Op 17 december 2012 verklaarde de Kiescommissie de gemeenteraadsverkiezingen van de stad ongeldig. Aanleiding was een Facebookbericht van Guy D'haeseleer waarin hij zijn kiezers opriep om hem een foto te zenden van elke uitgebrachte stem op zijn naam. Elke foto zou dan vergoed worden door een bierconsumptie. Op 14 februari 2013 oordeelde de Raad van State echter dat herverkiezingen niet nodig waren.
Ook bij de gemeenteraadsverkiezingen van 2018 werd Forza Ninove de grootste partij, nu met ruim 40% van de stemmen. Dit bemoeilijkt de coalitievorming omdat de andere partijen weigeren met Guy D'haeseleer samen te werken. Tegenover de 15 zetels van Forza Ninove was er een verdeelde oppositie van 18 zetels. Als die oppositie besluit samen te werken vormt zij de meerderheid. De N-VA wachtte nog af waar ze mee de meerderheid ging vormen, maar raakte verdeeld. Joost Arents van de N-VA besloot mee te stappen in een monsterverbond van 17 zetels meerderheid tegen een minderheid van 16 zetels waaronder de 15 zetels van Forza Ninove en de overblijvende zetel van de verdeelde N-VA. In oktober 2024 werd er met grote ogen naar Ninove gekeken, aangezien al van in 2012 Guy D’haeseleer de grootste in Ninove was. Ook in 2024 werd dit het geval. Hij kon de absolute meerderheid behalen en hoefde daarvoor geen coalitie te vormen met een andere partij om een gemeentebestuur te vormen. Hij haalde net genoeg zetels. Daarbij maakt dat Guy D’haeseleer de allereerste Vlaams Belang-burgemeester van Vlaanderen.

### Resultaten gemeenteraadsverkiezingen sinds 1976
| Partij               | Partij                                                | 10-10-1976 | 10-10-1976 | 10-10-1982 | 10-10-1982 | 9-10-1988 | 9-10-1988 | 9-10-1994 | 9-10-1994 | 8-10-2000 | 8-10-2000 | 8-10-2006 | 8-10-2006 | 14-10-2012 | 14-10-2012 | 14-10-2018 | 14-10-2018 | 13-10-2024 | 13-10-2024 |
| Stemmen / Zetels     | Stemmen / Zetels                                      | %          | 27         | %          | 31         | %         | 31        | %         | (**)      | %         | 31        | %         | 33        | %          | 33         | %          | 33         | %          | 35         |
| -------------------- | ----------------------------------------------------- | ---------- | ---------- | ---------- | ---------- | --------- | --------- | --------- | --------- | --------- | --------- | --------- | --------- | ---------- | ---------- | ---------- | ---------- | ---------- | ---------- |
|                      | Agalev1/ Groen!2/ sp.a-GroenC/ SAMEND/ Vooruit-GroenE | -          |            | -          |            | 3,531     | 0         | 4,961     | 0         | 7,11      | 1         | 5,612     | 1         | 17,58C     | 1          | 22,4D      | 1          | 14,9E      | 5          |
|                      | SP1/ PRO Ninove2/ sp.a-GroenC/ SAMEND/ Vooruit-GroenE | 27,331     | 5          | 21,731     | 7          | 21,371    | 7         | 19,931    | 6         | 16,91     | 5         | 12,462    | 4         | 17,58C     | 5          | 22,4D      | 3          | 14,9E      | 5          |
|                      | CVP1/ CVP-VUB/ CD&V2/ SAMEND/ Positief NinoveF        | 41,841     | 9          | 27,561     | 9          | 26,481    | 9         | 23,29B    | 8         | 23,14B    | 8         | 22,912    | 8         | 14,532     | 4          | 22,4D      | 3          | 30,8F      | 11         |
|                      | CL1/ PVV2/ VLD3/ Open Vld4/ Positief NinoveF          | 51,181     | 12         | 37,291     | 12         | 38,992    | 13        | 35,093    | 13        | 33,123    | 12        | 32,933    | 12        | 24,44      | 9          | 26,94      | 9          | 30,8F      | 11         |
|                      | VU1/ CVP-VUB/ N-VA2                                   | 10,671     | 1          | 13,421     | 3          | 8,811     | 2         | B         |           | B         |           | 2,492     | 0         | 16,172     | 5          | 8,42       | 1 + 1      | 6,92       | 1          |
|                      | Vlaams Blok1/ Vlaams Belang-VLOTT2/ Forza Ninove3     | -          |            | -          |            | -         |           | 5,831     | 1         | 12,861    | 4         | 23,612    | 8         | 26,53      | 9          | 40,03      | 15         | 47,43      | 18         |
|                      | BANIER                                                | -          |            | -          |            | -         |           | 10,9      | 3         | 6,89      | 1         | -         |           | -          |            | -          |            | -          |            |
|                      | Anderen(*)                                            | 0,77       | 0          | -          |            | 0,82      | 0         | -         |           | -         |           | -         |           | 0,82       | 0          | 2,2        | 0          | -          |            |
| Totaal stemmen       | Totaal stemmen                                        | 17963      | 17963      | 24507      | 24507      | 25112     | 25112     | 25563     | 25563     | 25919     | 25919     | 26013     | 26013     | 26018      | 26018      | 28395      | 28395      | 22357      | 22357      |
| Opkomst %            | Opkomst %                                             |            |            |            |            | 96,87     | 96,87     | 95,31     | 95,31     | 94,23     | 94,23     |           |           | 93,01      | 93,01      | 95,7       | 95,7       | 73,5       | 73,5       |
| Blanco en ongeldig % | Blanco en ongeldig %                                  | 1,97       | 1,97       | 3,6        | 3,6        | 3,8       | 3,8       | 4,04      | 4,04      | 3,96      | 3,96      | 3,72      | 3,72      | 3,83       | 3,83       | 4,1        | 4,1        | 1,7        | 1,7        |

De zetels die de meerderheidscoalitie vormen zijn vetjes afgedrukt. De grootste partij is in kleur.

(*) 1976: PVDA / 1988: KPB / 2012: Wij-Partij voor gehandicapten / 2018: Uw Alternatief (1,4%), Anders+PVG (0,8%)

(**) De zetelverdeling voor dit jaar ontbreekt of is onvolledig op de verkiezingsdatabase.
Bronnen: 1976-2000: Verkiezingsdatabase Binnenlandse Zaken
2006-2012: www.nieuwsblad.be: Verkiezingsuitslagen 2012 en www.vlaanderenkiest.be: Gegevens 2012
Onderstaande grafiek toont de evolutie van de zetelaantallen binnen de Ninoofse gemeenteraad.

## Sport
Voetbalclub KVK Ninove is aangesloten bij de KBVB en speelde er meer dan drie decennia in de nationale reeksen, waaronder tien jaar in Derde Klasse. Verder spelen ook K Eendracht Appelterre-Eichem, SK Lebeke-Aalst, VC Osta Meerbeke, VK Nederhasselt, VK Jong Neigem, FC Panters Okegem, SV Voorde en KV Eendracht Winnik in de Ninoofse deelgemeenten.
Ninove heeft ook een rijk volleybalverleden. Momenteel kan je hiervoor nog terecht bij volleybalclub Mevoc Meerbeke, beachvolleybalclub NinoBeach en volleybalclub Vokajap.
Dender Hockey is de enige actieve hockeyclub in Ninove en is de grootste sportclub van Ninove.

## Stedenbanden
- Deszk (Hongarije), sinds 2003

## Bekende Ninovieters

### Geboren en/of opgegroeid in Ninove
- Johannes Despauterius (1480-1520), schreef een Latijnse grammatica
- Léon Moeremans (1861-1937), componist en muziekpedagoog
- Paul de Mont (1895-1950), toneelschrijver (staatsprijswinnaar), politicus en journalist
- Frans Hemerijckx (1902-1969), geneesheer, 'dokter der melaatsen'
- Luc De Decker (1907-1982), kunstschilder
- Gustaaf De Ville (1914-1979), politicus
- Fernand De Mont (1926-1991), dirigent
- Maurits Van Saene (1919-2000), kunstschilder, tekenaar en restaurateur
- Arthur Luysterman (1932), 29e bisschop van het bisdom Gent (1991-2003)
- Willy Roggeman (1934-2023), schrijver (staatsprijswinnaar) en jazzmusicus
- Rina Pia (1935-2023), zangeres
- Harold Van de Perre (1937), kunstenaar en kunsthistoricus
- Theo Vanderpoorten (1941-2016), componist en dirigent
- Jan Van Der Smissen (1944-1995), kunstschilder
- Rudi Simon (1945), atleet
- Jacques Timmermans (1945-2021), politicus
- Jean Dufaux (1949), stripscenarist
- Marijn Devalck (1951), zanger, presentator, acteur
- Herman Mignon (1951), atleet
- Hilde Nijs (1951), multidisciplinair kunstenaar
- Roel Richelieu Van Londersele (1952), auteur
- Rudy De Leeuw (1953), syndicalist
- Marc De Blander (1959), atleet
- Jo Van Damme (1959), tv-presentator en schrijver
- Hans Van Laethem (1960-2025), stadsomroeper
- Franky Van Der Elst (1961), voetballer
- Johan Evenepoel (1965), componist
- Bart Maris (1965), jazzmuzikant, trompettist
- Annemie Turtelboom (1967), politica
- Catherine De Bolle (Aalst, 1970), sedert 2 mei 2018 Directeur van Europol ( voorheen:Commissaris-generaal van de Federale Politie van 1 maart 2012)
- Werner De Smedt (1970), acteur
- Barbara De Jonge (1974), actrice
- Christoff De Bolle (1976), charmezanger en radiopresentator
- Lindsay De Bolle (1978), charmezangeres
- Wesley Sonck (1978), voetballer
- Kevin Van der Perren (1982), kunstschaatser
- Laurens De Plus (1995), wielrenner
- Siebe Van der Heyden (1998), voetballer[15]
- Jinho 9 (1999), rapper

### Ereburgers
- Hendrik Vangassen (1896-1968), taalkundige en auteur, beschreef de geschiedenis van Ninove, ereburger sinds 14 februari 1960
- Frans Hemerijckx (1902-1969), geneesheer, ereburger sinds 28 augustus 1953
- Arthur Luysterman (1932), bisschop van Gent, ereburger sinds 24 november 1990
- Rudy Van Snick (1956), bergbeklimmer, ereburger sinds 28 juni 1990
- Hans Van Laethem (1960-2025), belleman van de stad Ninove, ereburger sinds 27 oktober 2005, nadat hij werd verkozen tot wereldbelleman
- Catherine De Bolle (Aalst, 1970), Ex-korpchef van de stad Ninove, ereburger sinds 28 april 2018, nadat ze verkozen werd tot topvrouw van Europol
- Wesley Sonck (Ninove, 1978), Belgisch voormalig betaald voetballer
- Kevin Van der Perren (Ninove, 1982), voormalig Belgische kunstschaatser

## Foto's

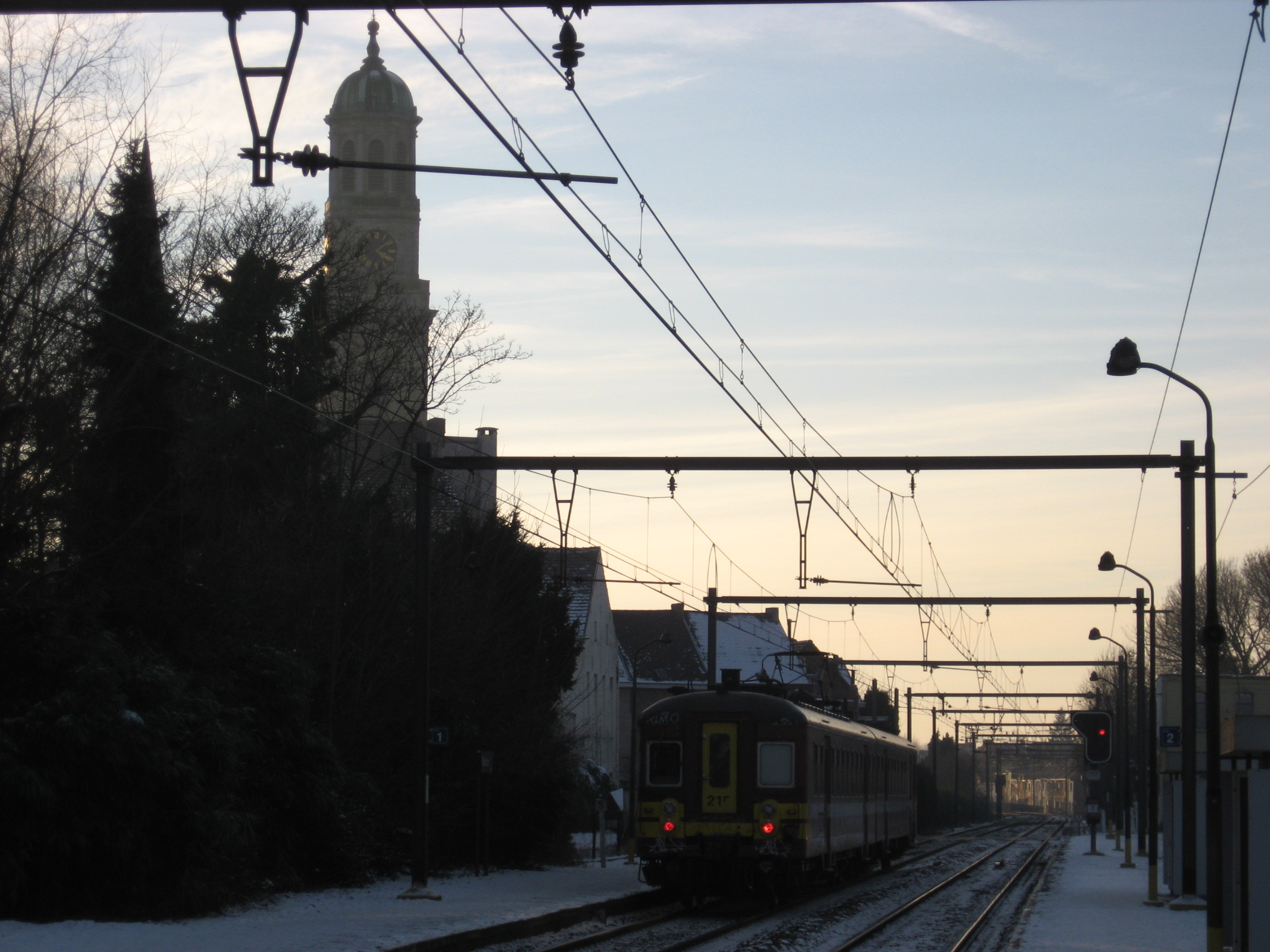
Kerk en station
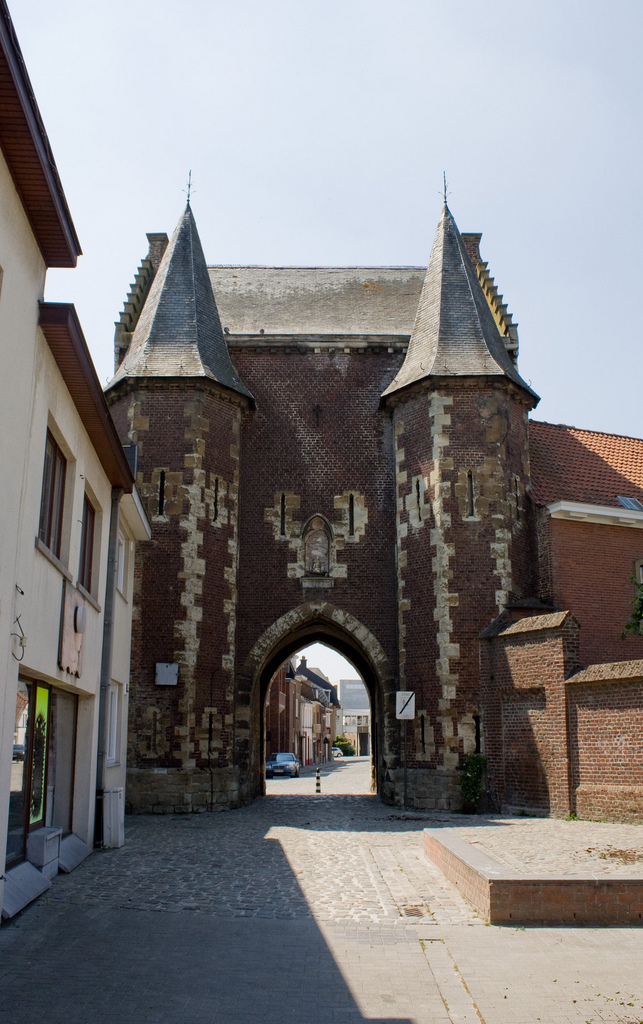
De Koepoort
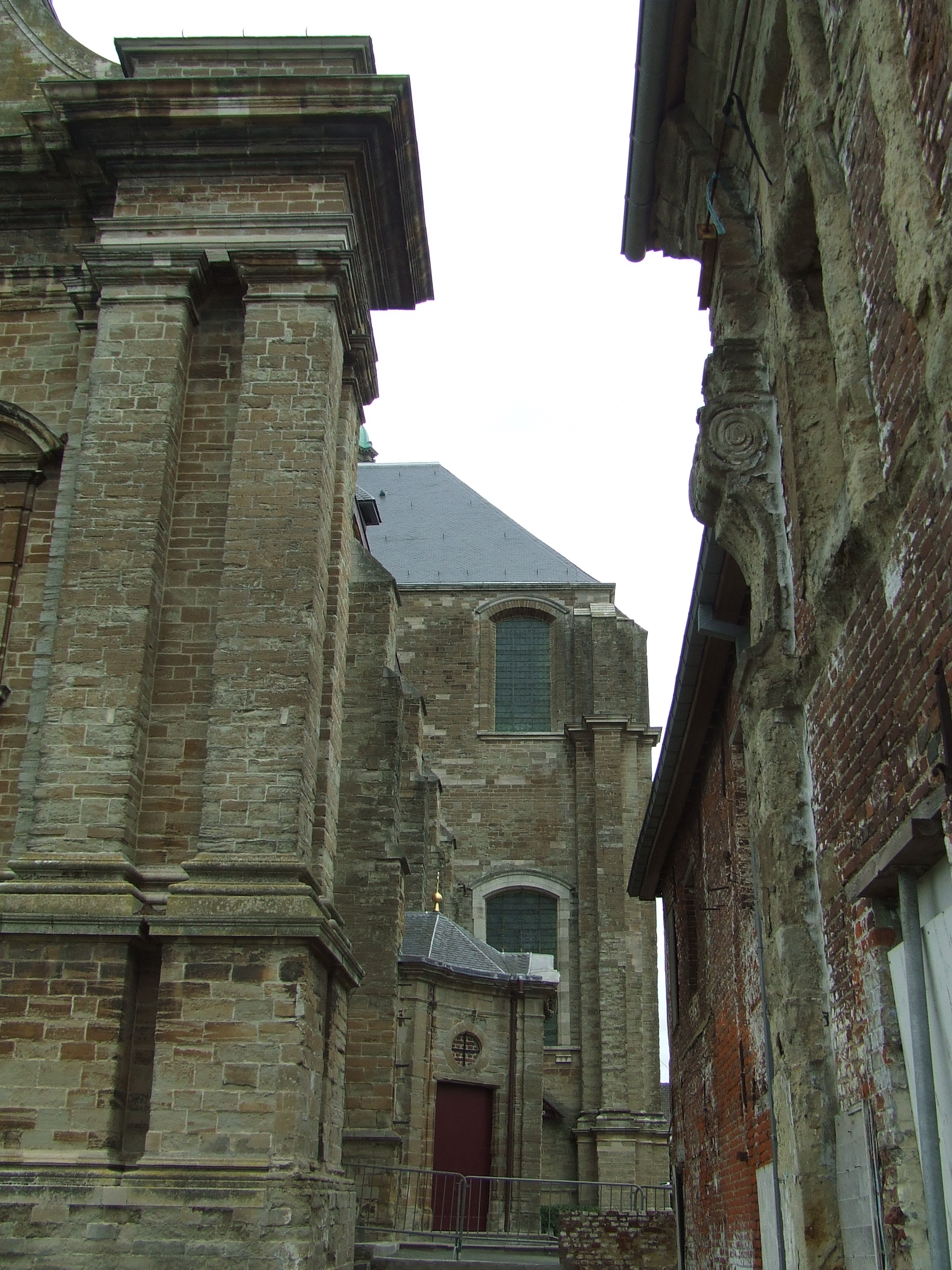
Onze-Lieve-Vrouw-Hemelvaartkerk
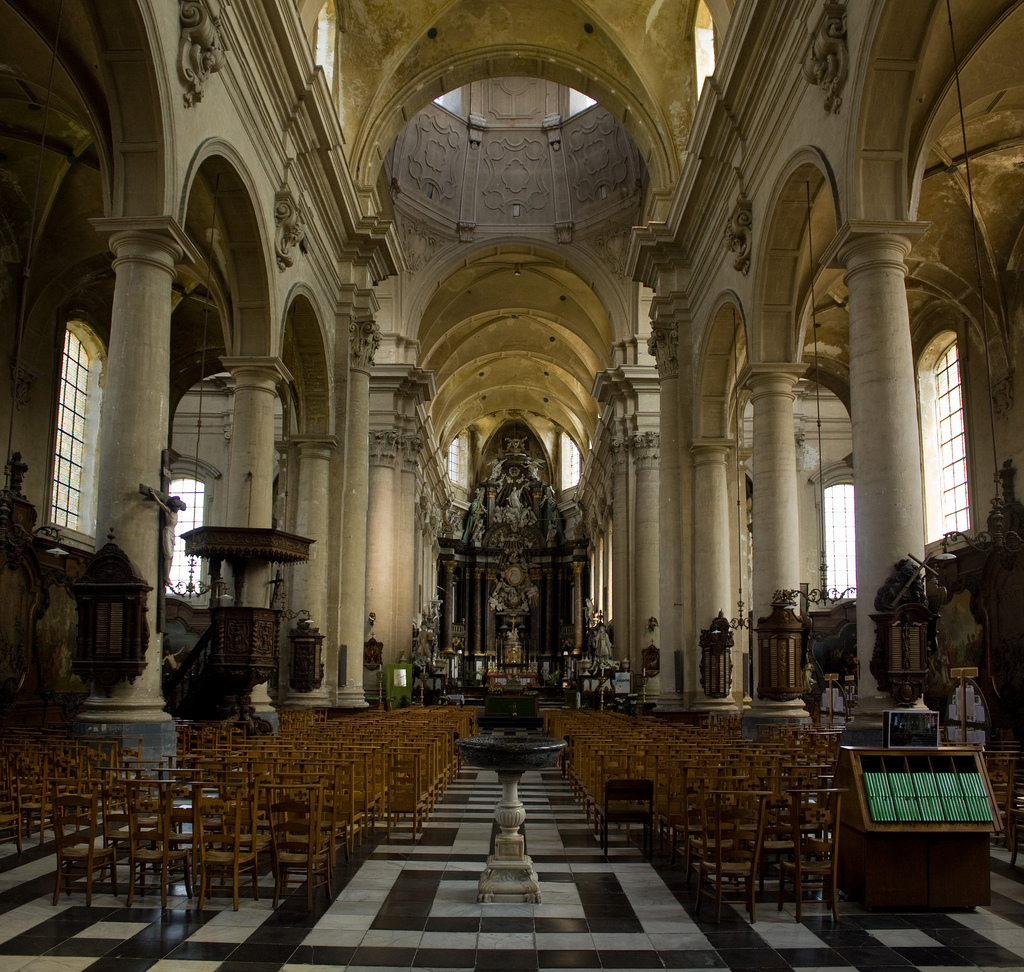
Interieur van de Onze-Lieve-Vrouw-Hemelvaartkerk

## Nabijgelegen kernen
Okegem, Denderhoutem, Outer, Eichem, Pollare, Meerbeke